# Lherzolith

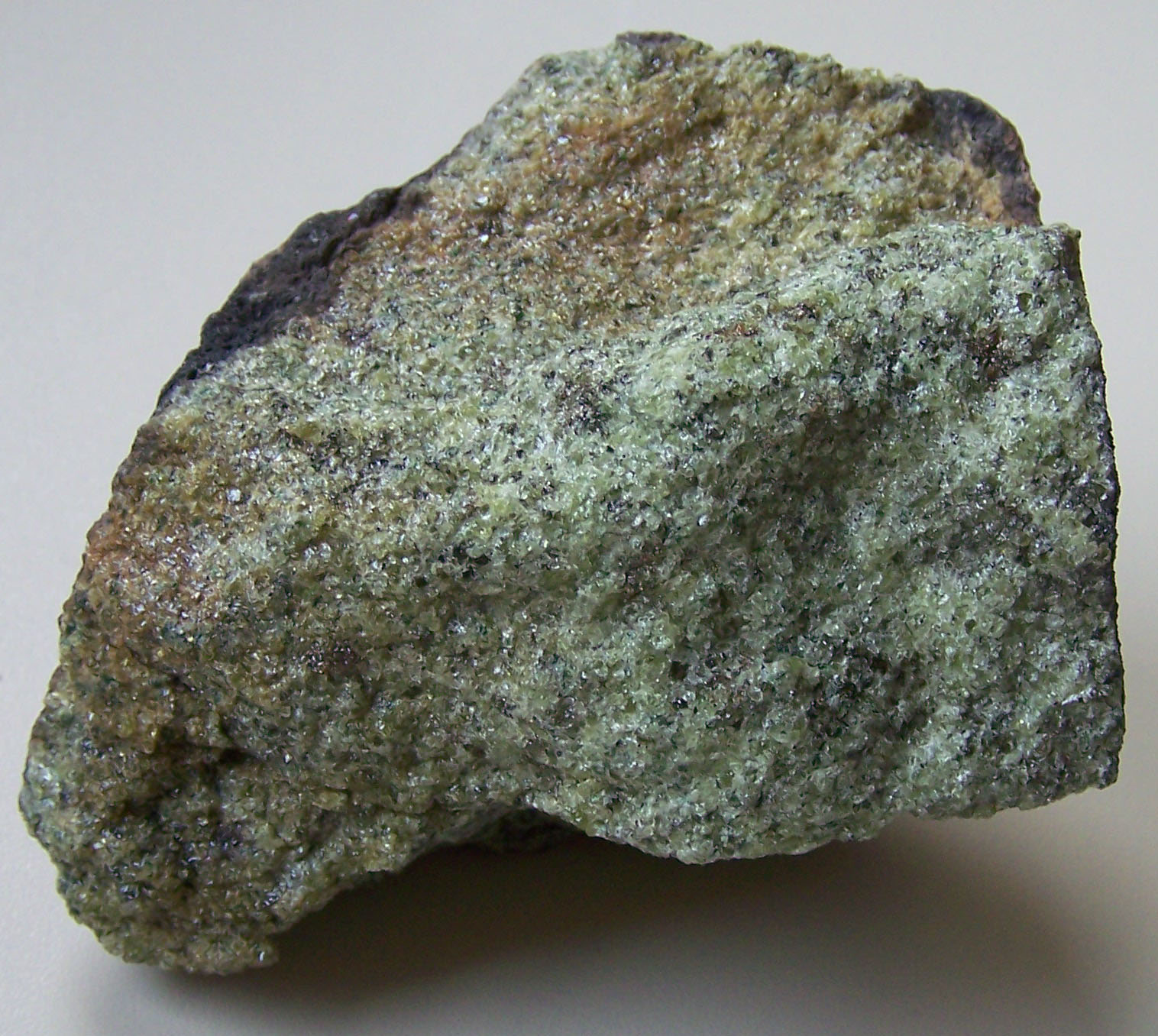
Spinell-Lherzolith in Form einer sogenannten „Olivinbombe“, eines aus dem oberen Mantel mitgeschleppten Xenoliths. Der ihn umschließende Basalt ist als dunkles Material am oberen Rand des Handstückes erkennbar. Fundort: Dreiser Weiher, Vulkaneifel.

Lherzolith ist ein relativ häufig vorkommendes, ultramafisches, plutonisches Peridotit-Gestein von tiefgrüner bis schwarzgrüner Farbe. Lherzolithe bilden einen Großteil des lithosphärischen Erdmantels und der Asthenosphäre.

## Etymologie und Typlokalität

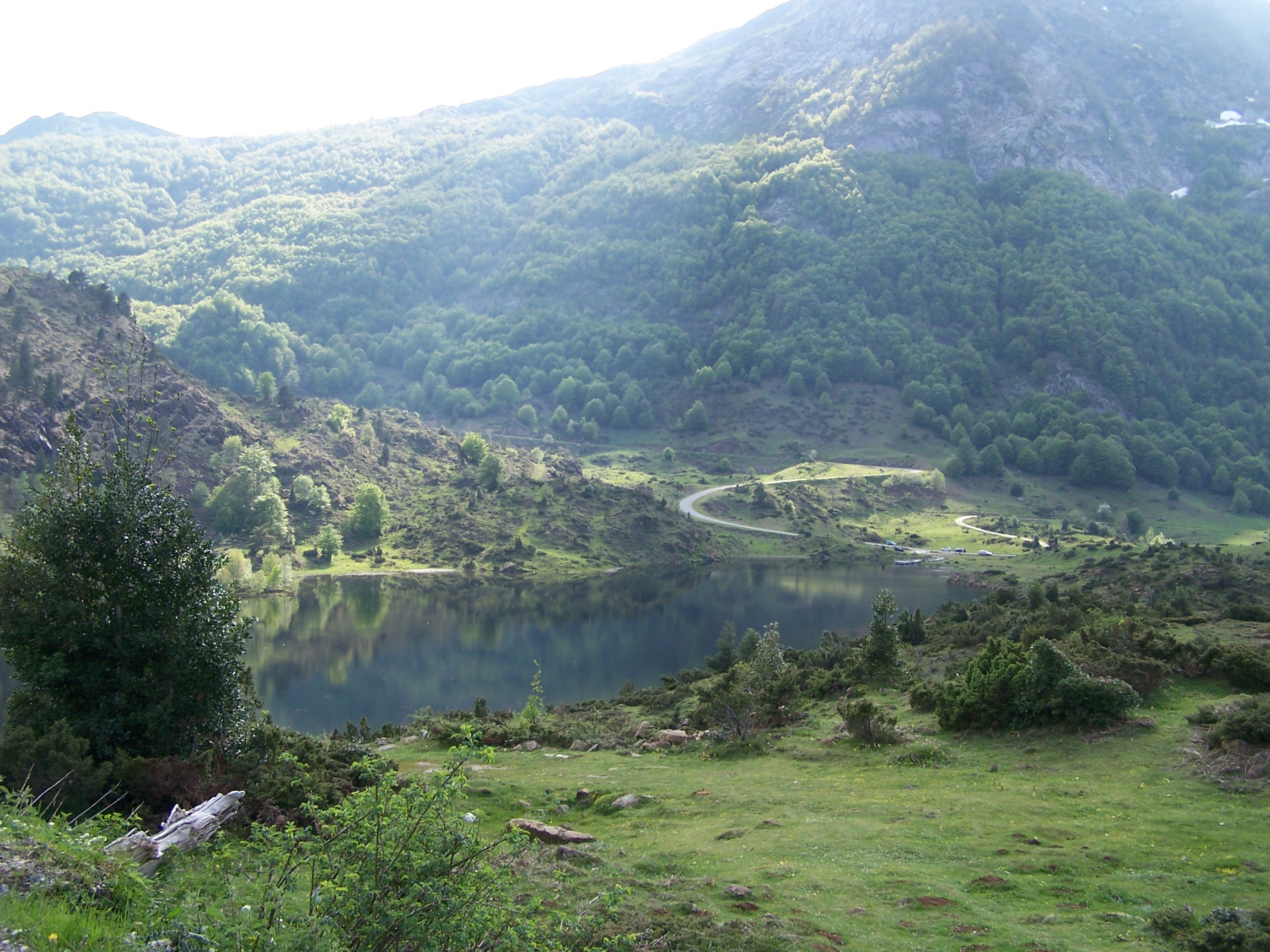
Die Typlokalität

Der Lherzolith wurde 1795 zum ersten Mal von Jean-Claude Delamétherie wissenschaftlich beschrieben. Er hatte das Gestein nach seiner Typlokalität, dem bei Massat (Département Ariège) in den Pyrenäen gelegenen Étang de Lers (auch Lac de Lhers oder in der alten Schreibweise: Étang de Lherz) benannt. Die Ortsbezeichnung Lherz (bzw. Lers oder Ers) ist vom Altokzitanischen erz oder ers, dem Partizip des Verbs erzer – aufbauen, errichten – abgeleitet. Dahinter dürfte sich wahrscheinlich das vulgärlateinische ergere verbergen. Gemeint ist offensichtlich der sich steil hinter dem See aufbauende Felshang.

## Definition

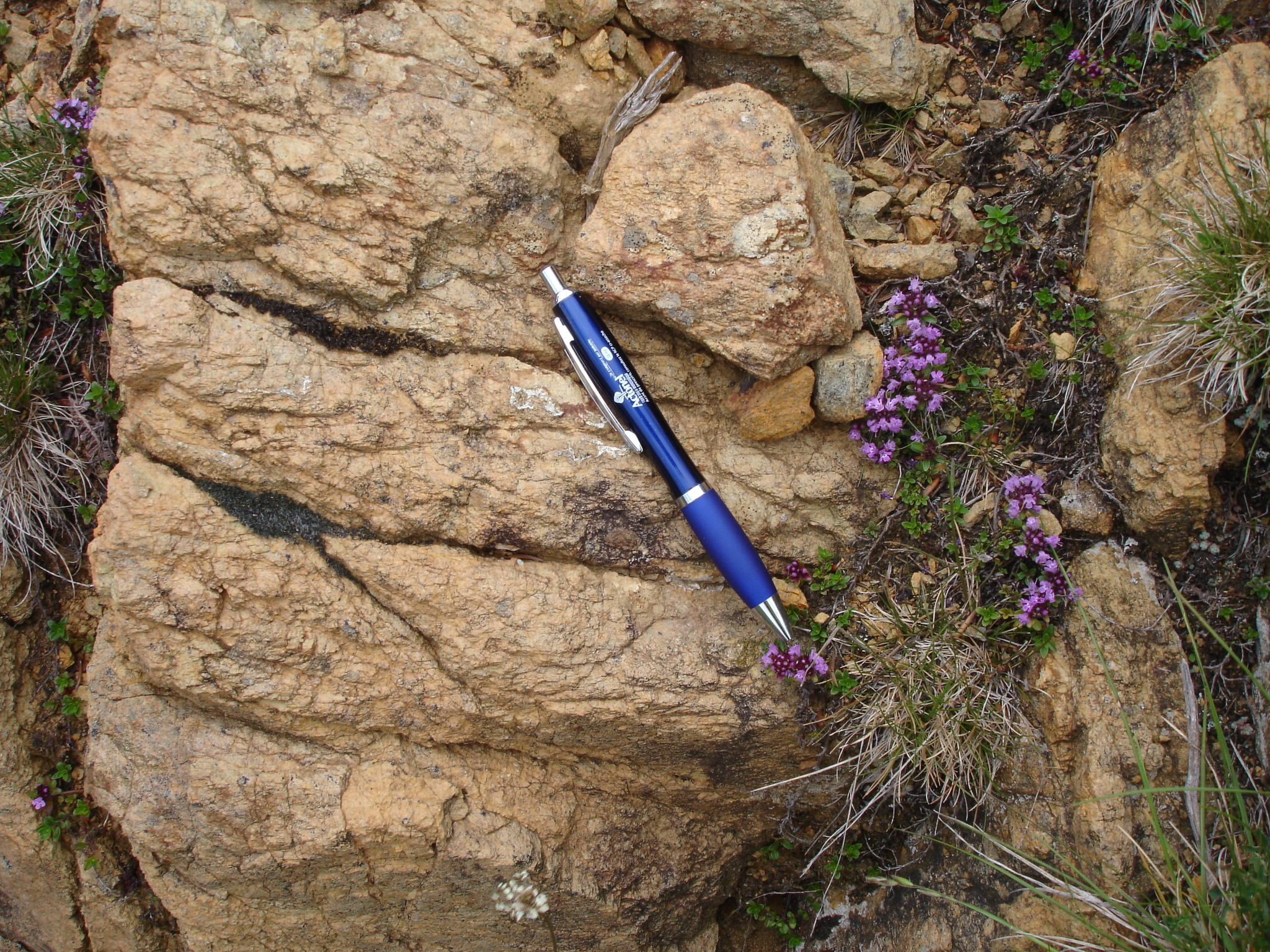
Bräunlich angewitterter Lherzolith in der Typlokalität (Kugelschreiber zum Größenvergleich)

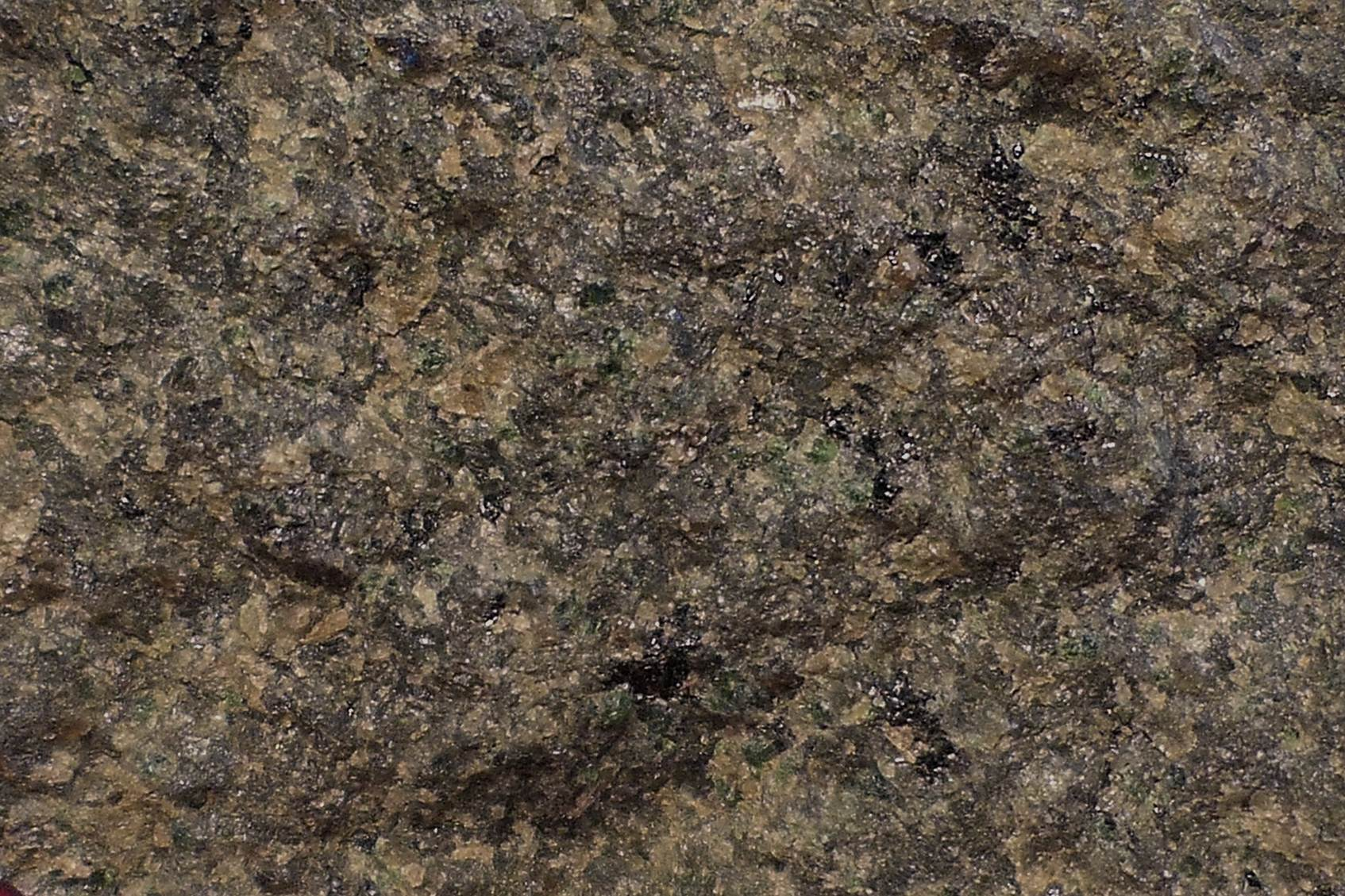
Nahaufnahme einer frischen Bruchfläche eines Spinell-Lherzoliths aus der Typlokalität. Die schwärzlichen Spinell-Kristallite sind gut erkennbar.

Lherzolithe bestehen hauptsächlich aus den Mineralen Olivin (40–90 Vol.-%) mit jeweils mindestens 5 % Ortho- und Klinopyroxen. Im QAPF-Diagramm fallen sie ins Feld 16 der Ultramafitolite.

## Mineralbestand
Neben den drei Hauptkomponenten
- Olivin
- Klinopyroxen
- Orthopyroxen

treten in Abhängigkeit von den herrschenden Druck- und Temperaturbedingungen folgende Phasen hinzu:
- Plagioklas (bis 30 Kilometer Tiefe)
- Spinell (Al-Spinell, Cr-Spinell und Chromit – bis 55, maximal bis 70 Kilometer Tiefe)

und unterhalb von 70 bis 300 Kilometer Tiefe
- Granat (Pyrop).

Diese drei Minerale bestimmen auch die Lherzolith-Subtypen Plagioklas-Lherzolith, Spinell-Lherzolith und Granat-Lherzolith. Die Spinell-Lherzolith-Fazies kann ihrerseits nochmals in zwei Untertypen aufgeteilt werden, nämlich in die tieferliegende
Ariegit-Subfazies und in die seichtere Seiland-Subfazies. Sämtliche Lherzolithtypen in ihrer klassischen Abfolge sind im Ronda-Peridotit aufgeschlossen.
Ferner können auftreten:
- Amphibol (Pargasit – kann 5 bis 10 Vol.-% erreichen)
- Glimmer
  - Biotit
  - Phlogopit (gelegentlich bis zu 10 Vol.-%)

Der modale Mineralbestand sei anhand eines Lherzoliths aus der Ivrea-Zone veranschaulicht:
- Olivin: 51,7 Volumenprozent
- Orthopyroxen: 32,0 Vol.-%
- Klinopyroxen: 13,9 Vol.-%
- Spinell: 2,4 Vol.-%

## Verwitterung und Alteration
Lherzolithe verwittern an der Erdoberfläche mit rötlich-orangebraunen bis ockergelben Farbtönen. Es bilden sich hierbei Karbonate, Quarz, verschiedene Eisenhydroxide oder auch Hämatit. Im hydrothermalen Bereich (bis zu 400 °C) serpentinisieren die Gesteine unter Einwirkung von Kohlendioxid-haltigen Wässern, wobei bei Wasseraufnahme Magnesium abgeführt wird. Gleichzeitig kommt es durch die Neubildung der Serpentinminerale zu einer Volumenvermehrung.

## Gefüge
In Lherzolithen können vier Gefügetypen unterschieden werden:
- protogranulare Gefüge (20 %)
- porphyroklastische Gefüge (55 %)
- gleichkörnige Gefüge (20 %)
- poikiloblastische Gefüge (5 %)[3]

Protogranulare Gefüge entstehen durch Rekristallisation, die wahrscheinlich während des partiellen Aufschmelzens (unter Erzeugung basaltischer Magmen) im Erdmantel vor sich geht. Das ursprüngliche Ausgangsgefüge wird hierbei vollkommen ersetzt. Protogranulare Gefüge bestehen aus großen, nahezu unverformten Olivinkörnern mit kurvilinearen Korngrenzen und undeutlich ausgebildeter, räumlicher Vorzugsrichtung. Spinelle und Klinopyroxene bilden gerundete Einschlüsse in Orthopyroxen. Die Rekristallisation dürfte laut Green und Radcliffe (1972) syn- oder postkinematisch erfolgt sein. Danach setzte ein Erholungsprozess ein (engl. recovery), erkennbar an der geringen Anzahl von Versetzungen (engl. dislocations) bzw. Unterkorngrenzen (engl. subgrain boundaries).
Bei fortgesetztem plastischen Fließen geht dieses Gefüge in ein porphyroklastisches Gefüge über. In alpinotypen Peridotiten tritt dieser charakteristische Gefügetyp aus grobkörnigen, sehr stark beanspruchten Porphyroklasten und gleich großen, kleinkörnigen und praktisch unverformten Neoblasten am häufigsten auf. Die Neoblasten bilden eine deutliche Foliation, deren Orientation von der sehr deutlichen Porphyroklastenausrichtung abweicht. Spinell tritt gewöhnlich interstitiell zwischen den Olivinkörnern auf, kann aber auch noch in Kontakt mit den Pyroxenen stehen. Relativ hochtemperierte Deformationen werden gefügeintern durch intrakristalline Gleitvorgänge angezeigt – so weisen die Porphyroklasten deutliche Unterkorngrenzen mit Stufenversetzungen (engl. edge dislocations) auf – sowie durch syn- und posttektonische Umkristallisationen (Neoblastenbildung). Die Fließvorgänge erfolgen hierbei unter Scherung.
Das gleichkörnige Gefüge entsteht durch vollständige Rekristallisation aus dem porphyroklastischen Gefüge. Es ist vergleichbar mit dem Gefüge von Granuliten der Unterkruste und dürfte durch sehr intensive Fließprozesse entstanden sein. Charakteristisch sind die sehr kleinen, in polygonalen Aggregaten auftretenden Körner. Porphyroklasten können noch spurenweise vorhanden sein, fehlen aber meist vollständig. Gleichkörnige Gefüge lassen sich in zwei Subtypen unterteilen – einen mit unregelmäßiger Mosaiktextur und einen mit gut eingeregelter Tabulartextur der Olivinkörner. Der Zeitpunkt der Rekristallisation ist nicht eindeutig, die Tabulartextur deutet jedoch auf einen synkinematischen Ursprung gefolgt von statischem Aufheizen. Als Rekristallisationsmechanismus wird Unterkornrotation (engl. subgrain rotation) angenommen.
Poikiloblastische Gefüge sind bei Lherzolithen selten. In ihnen umschließen große Pyroxenkristalle viele kleine Olivine. Sie deuten womöglich auf metasomatische Vorgänge.

## Chemische Zusammensetzung
Zur Veranschaulichung der chemischen Zusammensetzung von Lherzolithen seien folgende Beispiele herausgegriffen (vorangestellt ein globaler Durchschnittswert basierend auf 179 Analysen, gefolgt von Durchschnittswerten für Spinell-Lherzolithe und für Granat-Lherzolithe, sodann ein Chromit-Lherzolith, der Spinell-Lherzolith von Baldissero aus der Ivrea-Zone (Italien), der Spinell-Lherzolith von Ronda (3 Analysen), die Spinell-Lherzolithauswürflinge von Witim (Sibirien – 7 Analysen), der Granat-Lherzolith der Alpe Arami (6 Analysen) und schließlich die Normierung der Durchschnittswerte):
| Oxid             | Durchschnitt | Spinell-Lherzolith | Granat-Lherzolith | Chromit-Lherzolith | Ivrea-Zone | Ronda    | Vitim    | Alpe Arami | CIPW-Norm | Prozent |
| ---------------- | ------------ | ------------------ | ----------------- | ------------------ | ---------- | -------- | -------- | ---------- | --------- | ------- |
| SiO2             | 45,43        | 44,2               | 45,89             | 45,31              | 46,00      | 44,65    | 44,64    | 44,45      | Q         |         |
| TiO2             | 0,45         | 0,13               | 0,09              | 0,11               | 0,09       | 0,33     | 0,14     | 0,15       | C         |         |
| Al2O3            | 4,39         | 2,05               | 1,57              | 0,43               | 3,2        | 5,30     | 2,83     | 1,50       | Or        | 1,50    |
| Fe2O3            | 5,15         |                    |                   |                    | 3,5        |          |          | 8,23 tot   | Ab        | 4,66    |
| FeO              | 7,44         | 8,29 tot           | 6,91 tot          | 6,52               | 5,5        | 8,74 tot | 8,34 tot |            | An        | 7,99    |
| MnO              | 0,17         | 0,13               | 0,11              | 0,09               | 0,16       | 0,13     | 0,13     | 0,12       | Di        | 13,54   |
| MgO              | 30,31        | 42,21              | 43,46             | 46,03              | 37,5       | 34,75    | 40,68    | 39,84      | Hy        | 21,48   |
| CaO              | 5,68         | 1,92               | 1,16              | 0,56               | 3,2        | 4,62     | 2,18     | 2,18       | Ol        | 36,31   |
| Na2O             | 0,59         | 0,27               | 0,16              | 0,13               | 0,18       | 0,48     | 0,22     | 0,49       | Mt        | 7,00    |
| K2O              | 0,27         | 0,06               | 0,12              | 0,17               | 0,01       |          | 0,02     | 0,05       | Il        | 0,79    |
| P2O5             | 0,12         | 0,03               | 0,04              | 0,04               |            | 0,04     | 0,01     |            | Ap        | 0,26    |
| H2O/ Glühverlust |              | 0,71               | 0,49              | 0,61               | 0,66       | 1,53     |          | 2,61       |           |         |
| Mg #             | 0,841        | 0,918              | 0,933             | 0,939              | 0,902      | 0,876    | 0,897    | 0,914      |           |         |

Lherzolithe sind vorrangig Olivin-normative, Quarz-untersättigte Gesteine. Sie sind überdies Hypersthen und Diopsid-normativ. Ihr SiO2-Gehalt bewegt sich in einem relativ engen Bereich von 44 bis 46 Gewichtsprozent. Die MgO-Werte sind hingegen mit einer Variationsbreite von 30 bis 46 Gewichtsprozent wesentlich weiter gestreut.
Die chemische Zusammensetzung des Lherzoliths wird insbesondere durch mantelinterne Schmelzprozesse beeinflusst. Diese führen zur Verarmung des Peridotits an sogenannten inkompatiblen Elementen, welche auf Grund der Ladung oder des Radius ihrer Ionen nicht in das Kristallgefüge passen und daher bevorzugt in Schmelzen eingehen. So wird Lherzolith z. B. an Riftzonen durch Druckentlastung partiell aufgeschmolzen, wodurch ein Teil der Mineralbestands aus dem Gestein entfernt wird und somit eine Umwandlung in den stark abgereicherten Harzburgit stattfindet.
Nach gängiger Theorie handelt es sich beim Lherzolith des obersten Mantels jedoch bereits selbst um ein abgereichertes Gestein, dessen fehlende Komponenten zum Aufbau der kontinentalen Erdkruste abgewandert waren. Es wird vermutet, dass im unteren Erdmantel noch Reservoirs des ursprünglichen pyrolitischen Gesteins (sogenannter primitiver Mantel) existieren.

## Lherzolith im Dünnschliff

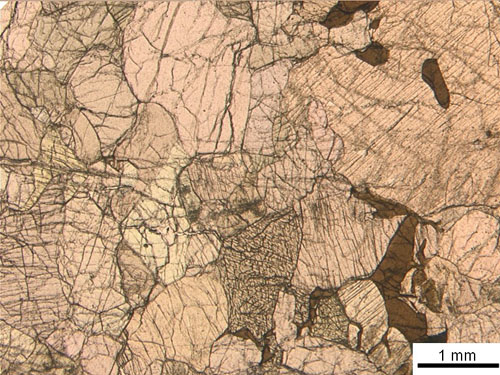
Lherzolith im Dünnschliff

Ungleichkörniger Lherzolith von mittelkörniger Korngröße (Durchmesser 1 – 3 Millimeter). Gut erkennbar im Dünnschliff die Hauptkomponenten Olivin, Klinopyroxen, Orthopyroxen und Spinell. Die Olivine unterscheiden sich von den Pyroxenen durch ihre deutlicheren und unregelmäßigeren Spaltrisse. Olivine und Pyroxene befinden sich in einem perfekten Gleichgewichtszustand, erkennbar an den Tripelpunkten, an denen die Kristalle unter einem Winkel von 120° aufeinandertreffen. Spinell (dunkelbraun, isotrop unter gekreuzten Polarisatoren) tritt interstitiell auf.

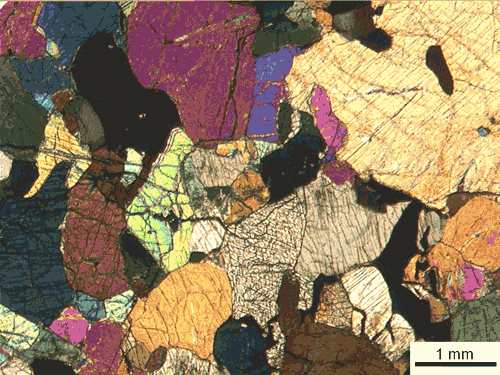
Dito unter gekreuzten Polarisatoren

## Vorkommen
Lherzolithe entstehen generell im Oberen Erdmantel und sind bis zu einer Tiefe von ungefähr 300 Kilometer stabil (Ab dieser Tiefe erfolgt der Übergang zu Hochdruckphasen).
Das Stabilitätsfeld der recht seltenen Plagioklas-Lherzolithe reicht bis zu einer Tiefe von rund 30 Kilometer, dies entspricht einem Druck von zirka 0,1 Gigapascal und einer Temperatur von 1300 °C. Unter den Plagioklas-Lherzolithen liegen die am häufigsten vertretenen Spinell-Lherzolithe, die bis zu 70 Kilometer Tiefe anzutreffen sind. Ihre maximalen P-T-Bedingungen liegen bei 0,2 GPa und 1450 °C. Unterhalb von 70 Kilometer Tiefe folgen schließlich die selteneren Granat-Lherzolithe.
Diese für unseren Planeten charakteristische Mantelabfolge wird auch für die anderen terrestrischen Planeten (Merkur, Venus und Mars) sowie den Mond angenommen, wobei in Abhängigkeit von der jeweiligen Mantelzusammensetzung leichte Unterschiede zu erwarten sein dürften. So besitzt der Mars anstelle des Granat-Lherzoliths wohl einen Granat-Wehrlit. Merkur (und wahrscheinlich auch Mars) verfügt aufgrund von Orthopyroxenmangel über den Lagenaufbau spinellführender Plagioklas-Wehrlit=>Spinell-Lherzolith=>Spinell-Granat-Wehrlit.
In Ophiolithfolgen finden sich Lherzolite im Liegenden, Harzburgite sind hier jedoch meist häufiger. Lherzolite bilden Teil alpiner Peridotitmassive. Gelegentlich treten sie auch an den Bruchzonen der mittelozeanischen Rücken zu Tage. Als Xenolithen sind sie meist in den Schlotfüllingen der Kimberlite anzutreffen. Ferner finden sie sich als Bomben in den Auswurfmassen von Alkalibasaltvulkanen.
Basaltische Magmen entstehen überwiegend durch partielles Aufschmelzen aus Lherzolithen.

### Extraterrestrischer Ursprung
In mehreren Meteoriten aus der Antarktis wurden Lherzolithe bzw. lherzolithische Shergottite entdeckt. Ihr Herkunftsort wird dem Planeten Mars zugeschrieben. Darunter die Meteoriten der Allan Hills A 77005, der Lewis Cliffs LEW 88516 und der Grove Mountains GRV 99027, sowie zwei von den Yamato Mountains YA 1075 und Y-793605. Sie enthalten 40 bis 60 Vol.-% Olivin, poikilitischen Pigeonit sowie untergeordnet Plagioklas, Chromit und Titanomagnetit.

## Fundstellen
In alpinen Peridotiten (Alpidische-Orogenese-Kontext):
- Albanien – Tropoja-Ophiolith
- Frankreich – Pyrenäen
  - Westpyrenäen – Turon de Técouère
  - Zentralpyrenäen – Tuc d'Esse, Moncaup
  - Ostpyrenäen –  Étang de Lers (Typlokalität), Fontête Rouge, Freychinède, Sem, Porteteny, Pic Couder, Bestiac, Caussou, Pic de Géral
- Italien
  - Ivrea-Zone (Baldissero, Balmuccia, Finero)
  - Lepontinische Alpen (unterpenninische Adula-Decke) – Alpe Arami, Cima di Gagnone und Monte Duria (alle Granatlherzolith)[12]
  - Ligurien – Voltri-Gruppe (Erro-Tobbio-Einheit) und Monte Aiona, Monte Nero sowie Suvero in Ostligurien
  - Sesia-Lanzo-Zone (Zentrales und Nördliches Lanzo-Massiv)[13]
- Marokko – Beni-Bousera-Peridotit
- Österreich
  - Unterengadiner Fenster (bei Nauders)
- Schweiz – Totalp-Peridotit[14]
- Spanien – Betische Kordillere – Ronda-Peridotit[15]

In Peridotiten der Variszischen Orogenese:
- England – Lizard-Komplex
- Italien: Tonale-Decke, Ulten-Zone – Hochwart, Samerberg Alm
- Österreich – Niederösterreich – Moldanubikum, Gföhl-Decke[16]

In Flutbasalten:
- Indien – Dekkan-Trapp (Kachchh)

In Grabenbruchzonen (Riftassoziation):
- Ägypten – Zabargad
- Russland – Sibirien – Baikal-Rift (Vitim-Vulkanfeld)
- Volksrepublik China – Jilin-Provinz (Wangqing-Vulkanfeld)

In Ophiolithen (Subduktionskontext):
- Tibet – Luobusha-Ophiolith
- Vereinigte Staaten
  - Kalifornien – Klamath Mountains (Trinity-Ophiolith) – Silurium/Unterdevon

In Vulkanbomben und Xenolithen:
- Algerien – Hoggar (Adrar n'Ajjer, Atakor, Eggéré, Tahalra)[17]
- Australien
  - New South Wales
  - Queensland – Mount Quincan[18]
  - Tasmanien[19]
  - Victoria
- Brasilien – Fernando de Noronha
- Deutschland
  - Vogelsberg[20]
  - Vulkaneifel – Dreiser Weiher
- Italien – Sardinien (Pozzomaggiore)
- Kamerun – Adamawa-Massiv (Ngao-Voglar-Vulkan)[21]
- Komoren – Grande Comore
- Lesotho – Matsoku
- Mexiko – Baja California (San Quintin)[22]
- Österreich – Steiermark (Kapfenstein)[23][24]
- Schottland – Caithness (Duncansby Head)
- Südafrika – Kimberley
- Tansania – Labait
- Vereinigte Staaten
  - Alaska – Nunivak Island
  - Arizona – Cochise Crater, San Carlos
  - Hawaii – Salt Lake Crater
  - Kalifornien – Mojave-Wüste (Cima Volcanic Field, Dish Hill)[25]
  - Navajo Volcanic Field
  - New Mexico – Kilbourne Hole, Puerco Necks
  - Rhode Island – Lamprophyrgang von Ashaway
- Volksrepublik China – Nordchina-Kraton[26]
  - Hannuoba
  - Qixia